# Skygoblin
Skygoblin är ett svenskt datorspelsföretag baserat i Göteborg och bildat 2005 som SLX Games. Företaget bytte namn till Skygoblin 2011 efter att de antog namnet som användes av gruppen som utvecklade gratisversionen av spelet The Journey Down.
Skygoblin utvecklade det lättgängliga spelet 3D MMORPG Nord 2009, som blev den första virtuella 3D-världen på Facebook när spelet anpassades för webben 2010.
Under 2010 släppte företaget gratisversionen av det första kapitlet av grafiskt äventyrsspel The Journey Down. Efter en två månaders försening, släppte de en kommersiell högkvalitativ version av The Journey Down i maj 2012.

## Ludografi
- Nord (2009)
- Journey Down: Over the Edge (2010)
- Journey Down: Chapter One (2012)
- Journey Down: Chapter Two (2014)
- Journey Down: Chapter Three (2017)
- Hellfront: Honeymoon (2018)